# 高扬 (纳雍)
高扬，中华人民共和国政治人物、全国脱贫攻坚先进个人。

## 生平
高扬任纳雍县猪场乡党委书记。因在脱贫攻坚战中作出突出贡献，2021年2月25日全国脱贫攻坚总结表彰大会上，高扬被授予“全国脱贫攻坚先进个人”。